# Hold Nickar
Hold Nickar, encara que sigui relacionat per alguns amb Nickar (nikr o nicor, un dimoni escandinau de les aigües), sembla ser, en la veritat, una corruptela de Hjaldr Hnikar, un dels títols del déu teutònic Odin i que significa «Incitador de Batalles». El Odin «Hjaldr Hnikar» causava destrucció a través de tempestats en l'oceà. Tant el Nickar quant Odin són representats com vells amb cabells i barba agrisats (encara que el dimoni Nickar també pugui assumir l'aparença d'un nen amb cames de cavall).
Hold Nickar pot ser encara l'origen del nom «Old Nick», un sinònim per a «diable» en llengua anglesa.

## Fongs, cabras i rens voladors

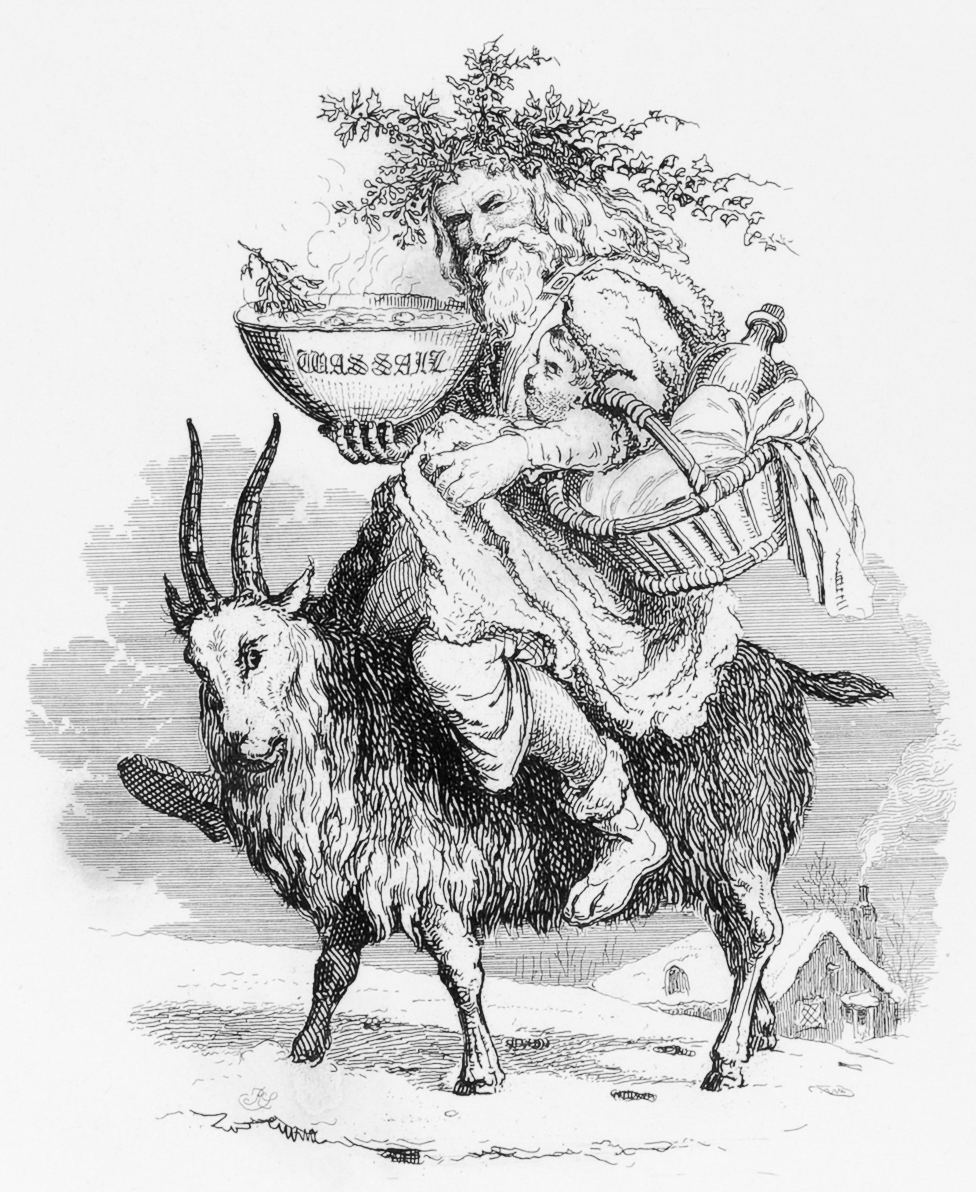
Il·lustració d'un conte folklòric escandinau representant Pare Noel (o, més probablement el personatge Nisse o Tomte, avui associat a ell) muntat en un boc.

Segons les llegendes, Hold Nickar creuava els aires el mes de desembre durant el solstici d'hivern, distribuint benediccións per als seus adoradors. En diversos mites escandinaus (Julbock, Jultomten i Joulupukki), el déu/esperit del mes de desembre acostumava a viatjar pels seus dominis muntat en un boc, mentre que entre els teutònics, las cabras eren animals sagrats del déu Thor, que posseïa un carruatge alada estirada per dos bocs, Llampec i Tro.
La sensació d'estar volant pot sorgir durant un tràngol psicodèlic induït per fongs, tals com Amanita muscaria. El consum de tals fongs era comú entre pobles de l'Antiguitat, incloent els samis de la moderna Finlàndia i les tribus koyak de las estepas russes. Com en altres vegetals, que van passar a ser consumits pels humans després de l'observació del seu efecte sobre animals, el comportament dels rens després de la ingestió dels fongs no va passar desapercebuda i va induir al seu consum. Com els ingredients actius del fong no són metabolitzats per l'organisme, sent eliminats per l'orina, el consum de l'orina aliena (inclusivament dels rens) es va ser un hàbit d'aquestes tribus seminòmades, sigui en cerimònies religioses, sigui com una forma d'embriaguesa que va precedir en milers d'anys el consum de l'alcohol. Els xamans que agafaven tals fongs, acostumaven a regalar-los als membres de la tribu jugant-los per l'obertura de la xemeneia existent en el centre de les tendes (i que, de vegades, servia com entrada alternativa).
Diversos d'aquests símbols pagans, com es pot aprendre, van ser apropiats pel cristianisme i, al llarg d'un procés que va durar diversos segles, atribuïts a un altre personatge, Nicolau de Bari, un bisbe que suposadament hauria viscut en la regió de l'actual Turquia el segle iv. Nicolau de Bari, finalment, va ser suplantat per la imatge del modern Santa Claus (o Pare Noel), el qual, malgrat la seva vinculació als comercials de la Coca-Cola, encara manté l'aparença, hàbits, manierismes i acompanyants dels vells xamans collidors de fongs.